# Odontosoria deltoidea
Odontosoria deltoidea är en ormbunkeart som först beskrevs av Carl Frederik Albert Christensen, och fick sitt nu gällande namn av Lehtonen och Tuomisto. Odontosoria deltoidea ingår i släktet Odontosoria och familjen Lindsaeaceae. Inga underarter finns listade.